# 11155 Kinpu
11155 Kinpu eller 1997 YW13 är en asteroid i huvudbältet som upptäcktes den 31 december 1997 av den japanska astronomen Takao Kobayashi vid Ōizumi-observatoriet. Den är uppkallad efter det japanska berget Kinpu.
Asteroiden har en diameter på ungefär 7 kilometer.